# 香港有機農莊
香港有機農莊（英文：Hong Kong Organice Country）成立於1999年5月，並已於2010年結業。農莊占地面積 13500 平方米左右，工作是生產有機蔬菜，亦招待學校或團體參觀，推動有機農業。而農莊的郵寄地址為新界錦田郵政信箱378號。

## 設施
- 太陽能儲熱水器
- 風車 (機械)發電
- 大型溫室種植棚
- 堆肥池
- 活動室
- 涼霧扇
- 小動物棚
- 魚池

### 有機證書
證書名稱：OCIA International Organic Certification - OCIA

簽發機構：Organic Crop Improvement Association International (OCIA)

簽發日期：2007年1月18日
證書名稱：US National Organic Program - NOP

簽發機構：Organic Crop Improvement Association International (OCIA)

簽發日期：2006年8月21日 

## 交通
現時並沒有任何公共交通工具直接到達農莊，如要直接到達農莊的旅遊巴和私家車等，須預先向農莊申請。參觀者也可以乘搭港鐵到達西鐵線錦上路站Ｄ出口，再轉乘的士或者71號小巴到河背村，到河背村後，在育英小學旁邊的的路，沿路牌步行上至香港有機農莊，約30分鐘便能夠到達。

## 外部連結
- 香港有機農莊 （页面存档备份，存于）